# Alfarería en Baleares
La alfarería balear (España), por su estratégico emplazamiento insular en el Mediterráneo, ha sido desde la antigüedad, como anotó Rosselló Bordoy y cita Natacha Seseña, un crisol de culturas sintetizado en su diversidad cerámica. Destacan los focos alfareros de Inca, Pórtol, Marrachí y Palma, en Mallorca, y los de Ciudadela e Ibiza en las islas menores. Una de las piezas más singularmente características es el siurell.

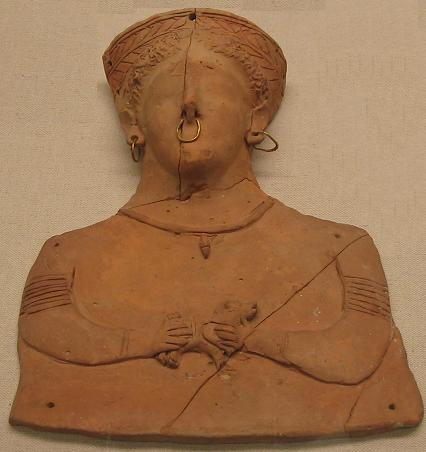
La Dama de Ibiza, terracota fenicia del yacimiento arqueológico de Puig des Molins.

## Evolución, características y legado histórico
El tesoro alfarero balear tuvo sus primeros modelos en piezas fenicias y griegas comunes a toda la cultura mediterránea. La influencia de los cinco siglos de dominación musulmana y la herencia mudéjar tras la conquista cristiana del archipiélago en 1229, dejaron abundante material de fábrica original levantina (Paterna) y catalana (Manresa o Barcelona), generando en las islas una importante producción de cerámica verde y manganeso con decoración geométrica y piezas alfareras bordadas con aplicaciones.
La actividad de los terrissers durante el periodo medieval insular quedó organizada por el gremio de Ollers, gerrers i teulers (olleros, cantareros y tejeros), bajo el patrocinio de la Santísima Trinidad. En cada taller, siguiendo el modelo tradicional gremial, se diferenciaban el mestre, los fadrins (alfareros expertos) y los mossos o aprendices. Esta estructura laboral llegaría a fosilizarse y pervivir a grandes rasgos a pesar de la declaración de la libertad de trabajo e industria proclamada por primera vez en España en las Cortes de Cádiz, en 1813.
Seseña enumera una lista de vasijas de alfarería de basto, como la alfabia (tinaja), la ancolla (orza), el bací (orinal) y el bací de barber (bacía), el cadaf (jarra) y el caduf (cangilón de noria), el cántir (botijo) o las bruiolas (comederos).
El abundante material cerámico de los diversos yacimientos arqueológicos se halla catalogado en instituciones como el Museo Arqueológico Nacional de Madrid o el Museo Arqueológico de Son Fornés, en la isla de Mallorca.

## Focos alfareros

### Palma de Mallorca
Signos urbanos de la actividad alfarera en la capital mallorquina son la calle Alfarería en el Barrio de Levante que tuvo talleres desde el siglo XVI, y en el que en 1786 se censaban cuarenta y tres obradores. Ya en la segunda mitad del siglo veinte familias alfareras como los Aguiló derivaron su obra cerámica hacia la minuciosa elaboración de figuras de belén.

### Inca, Santa María y Consell
Continúa actividad de ceramistas en Inca, localidad que tuvo importante producción de alfarería de agua. Otros dos focos de larga tradición alfarera en la isla de Mallorca han sido Santa María del Camino y Consell.

### Marrachí, Pórtol, La Cabaneta y Felanich

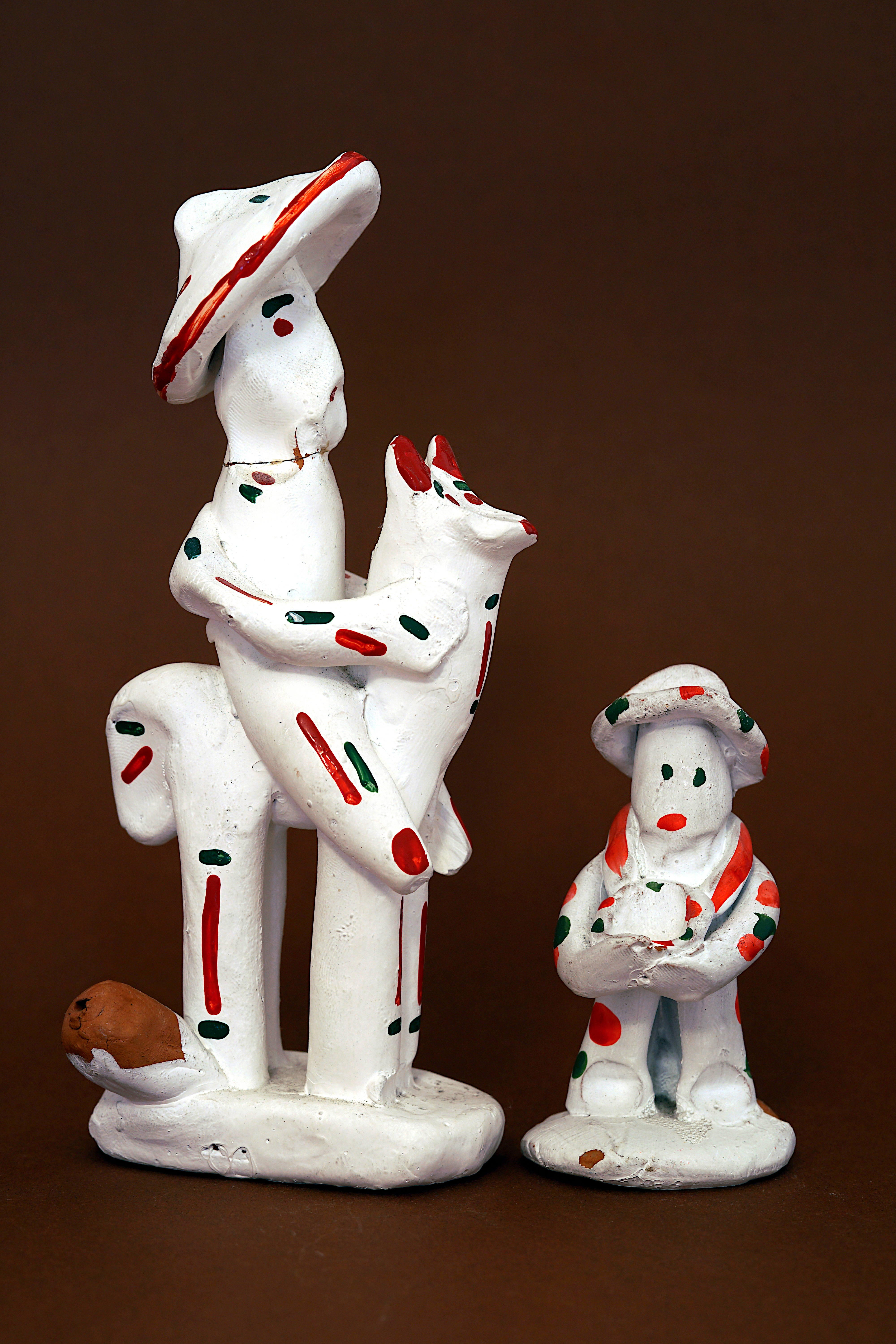
Siurell mallorquín.

Dentro del municipio de Marrachí destacan los alfares de Pórtol y La Cabaneta (aquí hay que citar el de "Ca Madò Bet des Siurells", creado hace cien años por Isabel Amengual, más conocida como Madò Bet, continuado por su hija Francisca Palou y su nieta Coloma.
En Pórtol, además de la producción de siurells, se han fabricado piezas de tierra roja y refractaria, como las olles y greizoneres (cazuelas), que llegaron a exportarse al archipiélago canario.
En Felanich fueron famosas sus jarras caladas como encaje y con decoración en relieve, que luego se imitaron sin gusto en Santa María y Consell.

### Menorca
En Ciudadela fueron típicas las tonalidades ocres en piezas para agua de como botijos, botillas, cántaros y las llamadas pipas de barro o pardelelas, singulares ollas con agujeros.

### Ibiza
La actividad alfarera en esta isla se concentró originalmente en Santa Eulalia del Río. Ya en el tercer tercio del siglo XX, en esa localidad el artesano Juan Planels alias "D'Aifa" puso de moda un tipo de figuiritas naif imitando formas de la cerámica púnica, que luego han tenido continuidad en la obra de otros alfareros de la isla y específicamente del barrio "Les Figueretes".

## Alfares desaparecidos
Desaparecidos durante el siglo XX, funcionaron alfares en las localidades de Artá, Campanet, Felanich, Llubí, Manacor Petra y Sinéu.